# Tawassoul
Cet article concerne pratique religieuse musulmane. Pour parti politique mauritanien, voir Rassemblement national pour la réforme et le développement.
 (décembre 2016).
- Si vous ne connaissez pas le sujet, laissez ce bandeau (vous pouvez alors contacter les auteurs).
- Si vous supprimez le contenu mis en cause (vous pouvez préalablement contacter les auteurs),

argumentez précisément cette suppression dans la page de discussion
(un manque de référence n'est pas un argument ; une recherche réelle de référence doit avoir été effectuée, être formellement documentée).
 (décembre 2016).
At-tawassoul (arabe : التوسّل) est une pratique religieuse  dans l'islam qui renvoie à la notion d'intercession. La pratique du tawassoul est étroitement liée aux concepts du tabâruk qui eux suivent le courant chiite, la recherche de bénédiction auprès de quelqu'un ou de quelque chose, et de l'istighâtha, c'est-à-dire demander l'aide de quelqu'un.

## Étymologie
Le terme Tawassoul ; vient de la racine arabe wâw - sîn - lâm qui exprime l'idée de moyen, ressource, remède. La forme utilisée est un masdar, comportant une forme augmentée de type V — qui exprime un sens réfléchi et passif, en l'occurrence celui d'implorer, invoquer, prier, se recommander auprès de quelqu'un.

## Litige théologique
La pratique du Tawassoul est largement acceptée, voire nécessaire dans le soufisme, le chiisme, l'acharisme, le malékisme et le hanafisme. L'école salafiste a cependant tenté d'en fixer les limites, considérant que dans la plupart des cas, le Tawassoul est pratiqué de telle manière qu'on peut l'assimiler à un cas de polythéisme majeur (shirk akbar). Cependant, les juristes de cette école n'ont pas interdit catégoriquement de pratiquer le tawassoul.
Cette divergence entre écoles théologiques est ancienne, et c'est vers le VIIe siècle de l'hégire que l'on trouve les premières mises en garde contre certaines formes du Tawassoul, en particulier avec Ibn  Taymiyya. Les principaux partisans du Tawassoul se fondent, eux, sur le fait que cette pratique fut admise par consensus des quatre écoles juridiques et qu'il est donc difficile de passer outre. De plus, on trouve de nombreux hadiths sur lesquels s'appuieront des juristes, qui font état de différentes formes de Tawassoul, mais l'authenticité même de ces récits est remise en question.

### Règles juridiques concernant le Tawassoul.
En règle générale, dans la plupart des écoles théologiques, on ne fait pas de distinction entre le fait de pratiquer le Tawassoul via une personne vivante ou morte.
De nombreux érudits musulmans renommés dans le monde sunnite ont autorisé et même recommandé la pratique du Tawassoul tout d'abord via le prophète Mahomet, puis via d'autres, du moment que ceux-ci sont considérés comme pieux, par exemple des prophètes, des saints ou encore des imams. Cependant, ici encore, la notion de saint n'est pas la même pour tout le monde. Ainsi, dans le salafisme, pour que le Tawassoul se fasse par l'intermédiaire d'une personne, il faut deux conditions fondamentales, à savoir que la personne soit vivante et présente. Prenons l'exemple d'un fidèle qui veut prendre comme intermédiaire un imam vivant et qui lui demande donc d'invoquer Allah dans tel ou tel but. D'après tous les juristes de différentes écoles juridiques, il n'y a pas de mal en cela. Cette manière de pratiquer le Tawassoul est acceptée unanimement, et ils trouvent la preuve de la licéité de cette manière de faire dans un hadith où des Sahaba demandent à Al-'Abbas d'invoquer Allah afin qu'il pleuve.
Cependant, s'adresser à un mort ne semble plus faire l'unanimité. Autant certaines écoles juridiques le recommanderont, en s'appuyant pour cela sur d'autres hadiths, autant cela peut être complètement rejeté. Car pratiquer ce genre de tawassoul est considéré par certains soit comme un acte de mécréance (mais qui n'annule pas la foi), soit comme de l'association majeure. Ce verdict puise sa source directement dans le Coran :
```
  "وَيَعْبُدُونَ مِن دُونِ ٱللَّهِ مَا لَا يَضُرُّهُمْ وَلَا يَنفَعُهُمْ وَيَقُولُونَ هَٰٓؤُلَآءِ شُفَعَٰٓؤُنَا عِندَ ٱللَّهِ"
```

« Et ils adorent en dehors d'Allah ce qui ne peut ni leur nuire ni leur profiter et disent : Ceux-ci sont nos intercesseurs auprès d'Allah »

— Coran 10:18, Younous
[réf. nécessaire]

## Les avis des quatre principales écoles juridiques sunnites
Le Tawassoul était pratiqué par les compagnons de Mahomet et ceci est rapporté dans les recueils de hadiths de Bukhari, Muslim et bien d'autres. L'interprétation de cette pratique se fonde en priorité sur la lecture de ces récits traditionnels (authentiques et faibles), ainsi que sur l'avis juridique des savants des premières générations de l'ère musulmane, notamment les quatre Madhhab (écoles juridiques) sunnites.

### Position de l'imam Abou Hanifa
« Je n'aime pas qu'Allah soit invoqué par autre qu'Allah »
L'imam Abu Hanifa a interdit de plâtrer les tombeaux, de les solidifier, et d’y établir des constructions et mausolées.
Ibrahim Jili Hanafi dit : « Plâtrer les tombes, les solidifier est Makruh (détestable), et c’est aussi l’avis des trois (autres) Imams, et il est rapporté de Abu Hanifa qu’il considère Makruh (détestable) le fait d’y établir des constructions comme les maisons, mausolées et toutes autres constructions, et le Hadith précédent est la preuve de tout cela. »

### Position de l'imam Malik
L'imam Malik a été questionné au sujet de la visite de la tombe de Mahomet par le calife Abu Ja`far al-Mansur. Ce dernier lui a demandé,,,,, : « Dois-je me tourner face à la Qibla en tournant le dos à la tombe du Messager de Dieu lorsque je fais mes dou`a ? ». L'imam Malik lui a répondu: «Comment peux-tu détourner ton regard de Lui alors qu'Il est ton Wassila et celui de ton père Adam pour obtenir le pardon de Dieu le Jour de la résurrection ? Non, tu dois lui faire face et demander Son intercession (istashfi` bihi) pour que Dieu t'accorde son Pardon comme Il le mentionne dans le verset:»

« Si, lorsqu'ils ont fait du tort à leurs propres personnes ils venaient à toi en implorant le pardon de Dieu et si le Messager demandait le pardon pour eux, ils trouveraient, certes, Dieu, très accueillant au repentir, miséricordieux. »

— Coran 4:64

### Position de l'imam Shafi'i
Al-Khatîb al-Baghdâdî, dans ouvrage Târîkh Baghdâd, cite les paroles de l'imam Ash-Shafi`i :

« Je pratique sans hésitation le tabarrouk (la recherche de la bénédiction) par Abou Hanîfa... Je visite sa tombe tous les jours ; lorsque j'ai un besoin de quelque chose, j'accomplis une prière puis m'en vais visiter sa tombe, et je demande à [Allah] ce dont j'ai besoin par son intercession, et quand bien même la réalisation de cette chose me paraissait difficile, elle est quand même exaucée. »

### Position de l'imam Ahmad Ibn Hanbal
L'imam Ahmad Ibn Hanbal a recommandé aux musulmans dans les livres de fiqh de faire le tawassoul (demander l'intercession) par le prophète de l'islam Mahomet, dans chaque du`a (invocation) avec cette formulation :

« Ô Allâh, je me tourne vers Toi avec Ton prophète, le prophète de la miséricorde. Ô Mahomet ! Je me tourne avec Toi vers mon Seigneur pour la satisfaction de mes besoins. »

Ala' al-Din al-Mardawi dit dans son ouvrage "al-Insaf fi ma`rifat al-rajih min al-khilaf `ala madhhab al-Imam al-mubajjal Ahmad ibn Hanbal" (3:456) : « La position correcte du madhhab hanbali est qu'il est permis dans une du`a d'invoquer Allah par l'intermédiaire d'une personne pieuse, cela est même fortement conseillé (mustahabb). » [réf. nécessaire]
L'imam Ahmad a dit à Abu Bakr al-Marwazi : « Laisse utiliser le Prophète comme wassila dans ces ad`iya (invocations). » [réf. nécessaire]

## Positions des autres juristes

### Ibn Kathir
Dans un tafsir, le savant shafi'ite ibn Kathir cite un hadith parlant du tawassoul pour commenter un verset du Coran sur l'intercession, mais il s’avère après authentification que ce hadith se révèle munkar (Le terme munkar désigne le hadith rapporté par quelqu'un de faible et qui contredit ce qui est encore plus faible que lui, il est rejeté et ignoré le hadith est le suivant :

« Si Nous envoyons un prophète, c’est uniquement pour qu’on lui obéisse avec l’aide du Seigneur. Si, donc, ces gens-là qui se sont fait du tort à eux-mêmes seraient venus à toi, pour implorer le pardon de Dieu, et que le Prophète demande pardon à Dieu pour eux, ils auraient sûrement trouvé auprès du Seigneur clémence et miséricorde. »

— Coran 4:64
2Voici comment ibn Kathir commente ce verset :

« Le passage « Si Nous envoyons un prophète, c’est uniquement pour qu’on lui obéisse avec l’aide du Seigneur » signifie : L'obéissance à tous les prophètes a été recommandée à qui le suit. Aucun ne peut obéir à un prophète si ce n'est avec la permission de Dieu (Mujahid).
Le passage « Si, donc, ces gens-là qui se sont fait du tort à eux-mêmes » signifie : Oriente les pécheurs et les fautifs à aller auprès du prophète pour qu'il invoque Allah pour demander le pardon et l'intercession en leur faveur : s'ils font cela, Dieu passera sur leurs péchés, sera Miséricordieux pour eux. C'est pourquoi il est dit ils auraient sûrement trouvé auprès du Seigneur clémence et miséricorde. »

Al Utby raconte :
« J'étais assis auprès de la tombe du Prophète, quand un bédouin vint et dit :
- Paix sur toi, ô envoyé de Dieu ! J'ai entendu dire : « Si, donc, ces gens-là qui se sont fait du tort à eux-mêmes s’étaient adressés à toi pour implorer le pardon de Dieu, en sollicitant ton intercession, ils auraient sûrement trouvé auprès du Seigneur clémence et miséricorde. » Alors je viens à toi pur que mon péché soit pardonné et pour que tu fasses intercession en ma faveur auprès de mon Maître.

Après quoi, le bédouin se retira. Je m'endormis ensuite et je vis le Prophète dans mon sommeil qui me disait :
- Ô `Utby, rejoins le bédouin et annonce-lui la bonne nouvelle que Dieu vient de lui pardonner. »

Cheikh Al Albani a dit : C'est un hadith munkar (ignoré contesté) clair ! C'est suffisant qu'il y a A'arabi qui est inconnu, de plus son opposition au Coran et à la Sunna est suffisant […]

### Taqi al-Din al-Soubki
La supplication qui suit est celle d'al-Hafidh Taqi al-Din al-Soubki, extraite à partir de ses Fatawa, au début de la fatwa intitulée Tanazzoul al-sakina ala qanadil al-Madina (La descente de tranquillité et de la paix sur les nuits illuminées de Médine).

« Toutes les louanges sont à Allah Qui nous a bénis avec Son Prophète [...] d'une félicité sans fin. J'atteste qu'il n'y a aucune divinité en dehors d'Allah seul sans associé, le Saint, le Glorieux. J'atteste que Mouhammad [...] est Son serviteur et Messager, le guide de toute chose vraie. Qu'Allah, d'une manière qui sied à Sa Majesté, répande les bénédictions et la paix sur lui, des bénédictions qui augmentent continuellement et une surabondance de paix jusqu'au Jour du Jugement. En effet, Allah sait que toute bonté qu'Il m'a accordée dans ma vie émane d'une cause : le Prophète [...], et Il est mon recours. Je m'en remets à lui en tout ce qui me concerne dans ma recherche de moyen d'approcher Allah.
En vérité, il est mon moyen d'approche à Allah dans ce monde et celui de l'au-delà. Et les faveurs d'Allah dont je lui suis redevable, dans le visible et l'invisible sont trop nombreuses à énumérer. »

Selon les interprétations, on peut y voir un tawassoul par Mahomet lorsqu'il dit : « […] il est mon moyen d'approche à Allah […] » ou bien on peut simplement y voir une invocation mentionnant le prophète Mahomet comme exemple à suivre et donc de ce fait, un moyen de se rapprocher d'Allah.

### Al-Bahyaqi
Al-Bayhaqi rapporte également l'histoire d'Al Utby dans son ouvrage Shou`ab al-Iman, Tome 3, page 495.

### Al-Qurtubi
L'Imam Qurtubi cite aussi ce hadith, l'histoire d'Al Utby, en exégèse pour le même verset dans son tafsir de la sourate 4, verset 64.

### Ibn Qudama Al-Maqdissi
Dans son œuvre encyclopédique, al-Mughni, dans la section concernant la visite de la tombe de Mahomet, Ibn Qudama rapporte également l'histoire d'al-`Utby et commente juste après en disant : « Il est recommandé (moustahab) pour celui qui entre dans la mosquée d’entrer par le pied droit, et de se rendre jusqu'à la tombe du prophète en disant : « en vérité, je suis venu à toi chercher le pardon pour mes péchés et ton intercession à travers toi auprès de mon Seigneur. »

### An-Nawawi
An-Nawawi cite dans son ouvrage Al-Majmû`Sharh Al-Muhadhdhab dans le chapitre Des caractéristiques du Hajj et de la `Oumra à propos des règles de bienséance de la visite de la tombe de Mahomet où il dit : « Parmi les meilleures choses qu'il puisse dire, il y a ce que rapportent Al-Mâwardî, Al-Qâdî, Abû At-Tayyeb et l'ensemble de nos compagnons d'après Al-`Utbî, récits qu'ils trouvent appréciables (mustahsinîna lahâ). ».
Ceci dans son livre al-Adkar :

« Sache que tout croyant, ayant accompli les rites du pèlerinage, doit visiter le Messager d’Allah, que Médine soit sur sa route ou non. La visite de la tombe du Prophète est le meilleur des rapprochements auprès d’Allah. Sur sa route le menant à la « ville sainte » il doit prier avec insistance sur le Prophète. Une fois que sa vue atteint les premiers arbres de Médine et ce qui permet sa distinction, il doit alors accroître ses prières sur le Messager d’Allah, et ceci afin qu’il en retire une joie dans les deux mondes. Il dit alors :
« Ô mon Seigneur ! Ouvre moi les portes de Ta miséricorde, et gratifie moi par la visite de la tombe de Ton Prophète, ce dont Tu as gratifié Tes alliés et les gens de Ton obéissance. Pardonne-moi et fais-moi miséricorde, Ô Meilleur des interrogés. »
Quand il entre à l’intérieur de la mosquée, il est recommandé de dire ce qu’il dit lors de son entrée dans toute autre mosquée. Après avoir prié les salutations de la mosquée, il se dirige vers la sainte tombe, tournant le dos à la qibla à environ quatre coudées du mur de la tombe. Puis il salue le Messager d’Allah, sans hausser le ton de sa voix : « Que la paix soit sur toi Ô Messager d’Allah ! Que la paix soit sur toi Ô Maître des messagers et dernier des Prophètes ! Que la paix soit sur toi, sur ta famille, tes compagnons, les gens de ta famille, sur les prophètes et sur l’ensemble des pieux serviteurs. Je témoigne que tu as transmis le message, que tu as livré le dépôt, que tu as conseillé la communauté. Qu’Allah te récompense de la meilleure des façons, comme nul autre ne le fut pour sa communauté. »
Si quelqu’un lui a demandé de saluer le Prophète en son nom, il dit : « Que la paix soit sur toi Ô Messager d’Allah ! De la part d’un tel fils d’un tel. », puis il se décale de l’équivalent d’une coudée sur sa droite, et il salue Abou Bakr, puis il se décale de nouveau d’une coudée puis il salue Omar ibn al-Khattâb. Puis il revient à sa première station, face au Messager d’Allah et invoque Allah par son entremise pour sa propre personne, demandant au Prophète son intercession auprès de son Seigneur le Très haut.
Il invoque Allah en faveur de ses parents, ses amis, ses frères, et tous ceux qui ont été pour lui source de bien parmi les musulmans. Il doit alors persévérer dans la multiplication des invocations. Il profite de cet instant en cet endroit béni, il loue Allah - qu'Il soit exalté -, en disant « Soubhana Allah » (Gloire à Allah), « Al-Hamdoulillah » (Louange à Allah), « Allahou Akbar » (Allah est Le plus Grand), et « La ilaha illallah » (Nul divinité digne d'être adorée sauf Allah). Puis il multiplie les prières sur le Prophète Mahomet.
Enfin il se dirige vers al-Rawda (le jardin) se situant entre la tombe et le minbar (la chaire) et il y multiplie les invocations. »

### Ibn Taymiyya
Le tawassoul fut contesté par Ibn Taymiyya soit plus de 700 ans après l'hégire. Avant lui, il semble que cela faisait consensus dans l'islam. Son interdiction est due à une interprétation différente de certains versets du Coran et de l'affaiblissement de certains hadiths.
- « Ceux qui ont pris en dehors de Lui des alliés (disent) : "nous ne les adorons que pour qu'ils nous rapprochent davantage d'Allah"[23]. »
- « Et ils prennent en dehors d'Allah ce qui ne peut ni les nuire ni leur profiter et disent : "ceux-ci sont nos intercesseurs auprès d'Allah"[24] »

### Mohammad Anwar Shah Kashmiri
Dans Faydul Bari "Kitab Jihad" v. 3 p. 434, Anwar Shah Kashmiri (en) écrit dans le chapitre "Celui qui recherche l'aide avec les faibles et pieux" : « Sache que le Tawassoul pour les Salafs n'est pas comme il est pratiqué entre nous, car lorsqu'ils voulaient faire le Tawassoul avec quelqu'un, ils allaient auprès de lui afin qu'il invoque en leur faveur, et ils recherchaient l'aide d'Allah, invoquant Allah et espérant Sa réponse…

### Mohammed ibn `Abd al-Wahhâb
« Ceux qui usent du tawassoul par le biais des Prophètes et des saints, demandant leur intercession et les invoquant lors des épreuves, en sont des adorateurs. Ce sont des hérétiques, en vertu du fait qu’ils croient à la divinité (ulûhiyyah) de ces idoles, des Anges et du Christ. Ce n’est pas en croyant à la seigneurie (rubûbiyyah) de ces idoles qu’ils ont sombré dans l’hérésie mais en se détournant du tawhîd al-ulûhiyyah par le culte qu’ils vouent à ces choses. Ceci s’applique également aux visiteurs des tombes qui recherchent l’intercession des saints et leur demandent des choses que seul Allâh — Exalté soit-Il — peut accomplir. »

À noter qu'il met ici ensemble le tawassul et l'invocation lors des épreuves, quant au tawwasul uniquement il dit:

« La position correcte d'après l'opinion de la majorité est que le Tawassul est makrouh mais malgré cela nous n'empêchons personnes de le faire, car il n'y a pas de blâme dans les affaires sujettes à effort d'interpetation. »

Chez les salafs quand le terme Makruh est cité après un hadith contenant le terme Qatala, cela montre que c'est le makruh d’interdiction que désigne Al-Chafi'i. La preuve de ceci est que ‘Iraqi, Ibn Hajar et d'autres l'ont aussi compris comme cela, et les savants des premiers siècles utilisaient parfois le terme makruh pour designer le haram, alors qu'habituellement, il signifie "détestable".

### Salih Al-Fawzan
Salih al-Fawzan, très connu et apprécié dans le milieu salafiste, fut questionné sur le tawassoul de la sorte : « Est-il est permis de prendre le Prophète comme intermédiaire pour se rapprocher d'Allah (dans l'invocation) » ?
Il répondit :

« Le mot Tawassoul comporte un sens général qu'il convient de détailler. Prendre comme intermédiaire le Prophète ou autre, si le but est que la personne aille lui demander, alors qu'il est vivant, qu'il invoque Allah, en lui disant par exemple : « Invoque Allah pour moi pour ceci ou cela... ». Il n'y a pas de mal en cela. Les compagnons ont pris Al-`Abbas comme intermédiaire pour demander la pluie.
Omar : « Allahoumma, nous prenions notre Prophète comme intermédiaire (pour qu'il t'invoque) et tu nous donnas la pluie, maintenant nous prenons l'oncle de notre Prophète comme intermédiaire, donne nous la pluie. ». Puis il demanda à Al-`Abbas d'invoquer Allah, et il le fit.
Il n'y a aucun mal à prendre un intermédiaire de cette façon, qui est : Demander à une personne vivante d'invoquer Allah. Mais en ce qui concerne le Tawassoul, qui est de : Prendre les morts ou les personnes absentes comme intermédiaires et demander une chose à Allah en se servant d'eux (de leur rang), cela est une innovation et ce n'est pas permis.
Car Allah nous a ordonné de l'invoquer sans placer d'intermédiaire entre nous et Lui pour l'invoquer. Il est uniquement permis de demander au vivant qu'il invoque Allah conformément aux preuves existantes à ce sujet. Par contre, il n'a aucune preuve affirmant qu'il est permis de demander aux morts ainsi qu'aux personnes absentes.
Quiconque le fait, alors il commet une innovation inventée dans la religion, et si en plus de cela, il y ajoute un acte d'adoration quelconque pour se rapprocher de cette intermédiaire Wassitah, alors cela est du polythéisme majeur, de grande mécréance (shirk Akbar), qui fait sortir de la religion.
C'est ce que les polythéistes faisaient Allah dit d'eux :
« Et ils prennent en dehors d'Allah ce qui ne peut ni leur nuire ni leur profiter et disent : « Ceux-ci sont nos intercesseurs auprès d'Allah. ».
« Ceux qui ont pris en dehors de Lui des alliés (disent) : « Nous ne les adorons que pour qu'ils nous rapprochent davantage d'Allah. ». ».
De ce fait, si pour lui prendre pour intermédiaire (Tawassoul), c'est demander d'une personne morte ou absente de lui combler son besoin, ou bien en se rapprochant de lui en accomplissant un acte d'adoration quelconque, comme l'immolation, le vœu, ou autre : cela est du polythéisme majeur Chirk Akbar. ».
Mais s'il vise par le Tawassoul le fait qu'il dit : « Allahoumma ! Je te demande par le droit d'Untel » ou bien « Je me rapproche de Toi par le biais d'Untel » et autre que cela, cela fait partie des innovations et inventions liées à l'invocation. Et Allah est Le plus Savant. »

### Paroles diverses autorisant le tawassoul
Pour certains, le tawassoul est une question de fiqh (jurisprudence islamique) et pour d'autres, cela est lié directement à la (Aqidah) (croyance). À noter que certains savants se réclamant du hanbalisme ne sont pas forcément tous d'accord entre eux.
- As-Samiri dit dans al-Mustaw’ab (3/88) : « Il n’y a pas de mal dans le Tawassoul à Allah, Exalté soit-Il, dans l’Isisqa (prière pour demander la pluie) à travers les shouyoukh, les ascètes, les gens de science, vertu, et religion parmi les musulmans. »
- Taqiuddīn al-Adamī dit dans al-Munawwar (190) : « Et le Tawassoul par les pieux est permis (Yubah). »
- Ibn Muflih dit dans al-Furū’ (3/229) : « Et il est permis de faire le Tawassoul par une personne pieuse, et il est dit que c’est recommandé. (yustahab) »
- Al-Mardāwī dit dans al-Insaf (2/456) : « Il est autorisé de faire le Tawassoul par une personne pieuse selon ce qui est correct dans le madhdhab. Et il a été dit que c’est recommandé. »
- Al-Hajjawī dit dans al-Iqnā’ avec le commentaire de l’imām al-Bahūtī (1/546) : « Et il n’y a pas de mal (la ba’s) dans le Tawassul par les pieux. »
- Ibn Najjār dit dans Muntahā al-Iradāt avec le shahr (explication) de l’Imām al-Bahūtī (2/58) : « Et le Tawassul par les pieux est permis (Ubiha). ».
- Mar’ī al-Karmī (ra) dit dans Ghāyatul Muntahā avec l’explication de l’Imām ar-Ruhaybānī (2/316) : « De la même façon, le Tawassoul par les pieux est autorisé. »

Ces citations, surtout celles de al-Insaf et al-Furu’ montrent que le Tawassoul est permis dans le madhhab hanbalite et mu’tamad (opinion la plus fiable).
Ibn Taymiyya a lui-même mentionné la narration d'al-Marwadhi prise de son livre sur les manasik (rites du hajj) que l’imam Ahmad Ibn Hanbal lui a écrit en disant : « Que celui qui fait des dou`a (invocations) utilise le Prophète comme Wassilah (cause). »
Ibn al-Jawzi dit dans la brève dou`a de son tafsir ; Zād al-Masīr (4/253) : « […] de par le droit du prophète. ».
Une formulation similaire a été utilisée par Ibn `Aqil dans son Tadhkirah (sous forme manuscrite).

## Le tawassoul dans les hadiths

### Hadith de la pluie
Durant le califat de Omar ibn al-Khattab, Médine fut frappée d’une sécheresse et Bilal ibn al-Harith (en) se rendit sur la tombe de Mahomet et dit :

« Ô Envoyé d’Allah ! Intercède pour ta communauté pour faire tomber la pluie, ils sont exténués ! » Mahomet lui vint en rêve et lui annonça la tombée de la pluie,,,. »

### Hadith d'Omar ibn al-Khattab
À propos d'Adam après avoir commis le péché en mangeant de l’arbre interdit, Mahomet a dit

« Quand Adam commit l’erreur il dit : « Ô mon Seigneur ! Je te demande par l’honneur de Mohammed afin que Tu me pardonnes »
Allah dit : « Ô Adam ! Comment connais-tu Mohammed alors que je ne l’ai pas créé ? » Il dit : « Ô mon Dieu ! Quand j’ai levé les yeux après que Tu m’aies créé j’ai pu voir écrit sur Ton trône « Il n’y a nulle divinité si ce n’est Dieu et Mohammed est Son Messager. ». J’ai compris que Tu ne peux joindre à Ton nom seulement la créature qui T’est la plus chère. »
Allah dit : « Tu as certes dit vrai, il est le plus aimé de ma création, et si tu me demandes pardon par son intermédiaire je te pardonne, et si ce n’était pas Mohammed je ne t’aurais pas créé,. » et il ajouta : « Il est le dernier prophète de ta descendance. »

Le théologien salafiste al-Albani dans son ouvrage al-silsilat al-Daiifa estime que ce hadith, rapporté par Al-Hakim par la voie d’Abdallah Ibn Mouslim al-Fihri, est inventé. Il s'appuie pour cela sur le fait qu'Al-Hakim a seulement dit que « la chaîne des rapporteurs de ce hadith est sûre » tout en soulignant qu'un groupe d'oulémas a déclaré le hadith apocryphe. Pour finir, Al-Albani fait remarquer qu'Adh-Dhahabi dit dans Mizane al-ihtidal que : « C’est une fausse information », ceci était confirmé par Ibn Hajar dans Lissan Al-Mizan.

### Hadith de l'homme aveugle
D’après ‘Uthman ibn Hunayf :

« Un homme aveugle vint auprès du Prophète et lui dit : « invoque Allah pour moi afin qu’il me guérisse. »
Il dit : « si tu le désires, j’invoquerai Allah pour toi. Sinon si tu le désires, patiente et cela est meilleur pour toi. »
Il dit : « invoque Allah pour moi. »
Il lui ordonna de se purifier et de s’appliquer lors de ses ablutions, et d’invoquer Allah par cette prière : « Ô mon Seigneur ! Je te demande et je me dirige vers toi par ton prophète Mahomet, le prophète de la miséricorde. Ô Mahomet ! Je me dirige par ton intermédiaire vers ton Seigneur pour mon besoin afin qu’il soit comblé. Ô mon Seigneur ! Agréer son intercession pour moi. »
Il repartit en retrouvant la vue. » »

## Prises de positions récentes
Le Ministère des Affaires Islamiques du Koweït statua dans son Encyclopédie de Jurisprudence que « la majorité (jumhûr) des juristes sont d’opinion que ce type d’entremise est licite que ce soit pendant la vie du Prophète (que le Salut et la Paix de Dieu soient sur lui) ou après sa mort. »